# アクアセラピー ミナクア
アクアセラピー ミナクア（Aquatherapy MINAQUA）は、コカ・コーラから発売されているミネラルウォーター。「ミナクア」という名前の由来はギリシャ語で「私の水（My Aqua）」である。

## 概要
「ミナクア」というウォーターカテゴリーのブランドのスタートは古く、1992年、沖縄コカ・コーラボトリングが発売していることが確認されている。「ミナクア　名水めぐり」シリーズとして、各名水地にて採水（ボトリング）したナチュラルミネラルウォーターを発売していた。霧島エリアを除く採水地の水は中程度の軟水。その後、それまでのパッケージデザインを踏襲し、ブランド名を「森の水だより」に一新。採水地の変更があるものの、エリアによる硬度の違い等はそのままで「ミナクア」という名前は消滅したかに思われた。
2006年、それまで「森の水だより」として販売していた280mlPETと500mlPETの製品を「MINAQUA（ミナクア）」に変更した。（2LTPETは「森の水だより」のまま。）パッケージデザインは全くといってよいほど変化はなく、競合製品のほとんどが外国語であったため、半ば迎合するような形でブランド名変更に踏み切った。
同年、ミナクアブランドとして「水のチカラ」という新しいコンセプトの製品も発売している。一日に必要な食物繊維とマグネシウムのほとんどが1LTの量で補えるというものだったが、硬水は飲みにくさが否めないため拡販には至らなかった。
2008年、新製品として「スムースボディ」の発売を発表。こちらは食物繊維とアロエエキスを加え、リンゴとレモンの香りがするフレーバードウォーター。

## 「アクアセラピー」ミナクア
2007年3月、「ミナクア」は「アクアセラピー　ミナクア」ブランドとしてパッケージが変更された。水と癒しを融合するという目的の下、「カラダとココロの渇きを癒す」「自分らしく生きるライフスタイルを応援する」というブランドコンセプトが発表された。
パッケージデザインはソニークリエイティブワークス社によるもの。 
ブランド立ち上げの際、「天然水」とともに2種のフレーバーウォーターも発売している。テアニンをプラスし、レモンバームの香りが特徴の「アロマモーメント」、食物繊維をプラスし、柑橘系の香りが特徴の「モーニングサイクル」。フレーバーウォーターの2種は発売から間もなくして市場から姿を消している。
「天然水」の500mlPETの形状は、手売りの場合はフィットボトルを、自動販売機用にはリーフボトルを採用しており、爽健美茶や一 茶花や紅茶花伝と全く同じ展開方法である。
何らかの事情で千葉県や茨城県の利根コカ・コーラボトリングや青森県や秋田県のみちのくコカ・コーラボトリングや愛知県の名古屋市を含む東海地方でのコカ・コーラセントラルジャパンの自動販売機ではフィットボトルでの販売をしている。
主な生産拠点は以下の3工場（いずれもコカ・コーラ関連会社）であるが、委託生産された別の工場製のものも存在する。
- 北陸コカ・コーラプロダクツ（株）砺波工場（富山県砺波市・固有記号HTO）
- コカ・コーラボトラーズジャパン（株）白州工場（山梨県北杜市・固有記号HH）
- コカ・コーラボトラーズジャパン（株）大山工場（鳥取県西伯郡・固有記号WDA→WD→D）

1000mlPETは角型のミディペットを採用、砺波工場製である。
2000mlPETのミネラルウォーターについては「森の水だより」ブランドで製造が継続されている。中身は基本的に同じものであり、採水地も上記と同じである。
2009年5月より、280mlPET・500mlPETは「い・ろ・は・す」にブランドが変更されている。

## ラインナップ
- 280mlPET（在庫限り）
- 500mlPET（在庫限り）
- 520mlPET（8月より販売開始・ウエストエリア限定）
- 1000mlPET